# Katrin Rutschow-Stomporowski
Katrin Rutschow-Stomporowski (Waren (Müritz), 2 de abril de 1975) é uma remadora alemã, campeã olímpica no skiff simples e no skiff quadruplo.
Katrin Rutschow-Stomporowski competiu nos Jogos Olímpicos de 1996, 2000 e 2004, na qual conquistou a medalha de ouro em 1996 no skiff simples e em 2004 no skiff quadruplo.